# Koios
Koios (græsk: Κοῖος) er en titan fra den græske mytologi. Han er søn af jordgudinden Gaia og himmelguden Uranos. Hans romerske modstykke er Polus, som dog sjældent optræder i den romerske mytologis fortællinger. Koios var legemliggørelsen af den himmelske akse, som himmellegemerne drejer omkring. Koios betyder på græsk "spørgsmål".

## Mytologi
Som de fleste andre titaner spillede Koios ingen aktiv rolle i den græske tro. Han optræder således kun på oversigter over titanerne og deres efterkommere. Han er gift med sin søster, den "strålende" Foibe, med hvem han har døtrene Leto og Asteria. Leto får sammen med sin fætter Zeus gudebørnene Artemis og Apollon, mens Asteria bliver mor til Hekate.
Foibe symboliserede profetisk visdom, mens Koios repræsenterede den rationelle intelligens: Parret var muligvis den primære katalysator for al viden i kosmos. Koios blev sammen med de andre titaner styrtet fra magten af Zeus og de olympiske guder. Zeus smed ham ned i underverdenen Tartaros. Her blev Koios drevet  til vanvid, så han forsøgte at flygte fra sit fængsel, men han blev stoppet af uhyret Kerberos.